# ادهم احمدبائف
ادهم احمدبائف (روسی: Адхам Акрамович Ахмедбаев؛ زادهٔ ۱۴ فوریهٔ ۱۹۶۶) یک سیاستمدار ازبکستانی است که از سال ۲۰۱۳ تا ۲۰۱۷ وزیر امور داخلی ازبکستان بوده‌است. او اکنون مشاور دولتی رئیس‌جمهور ازبکستان است.